# Сампагуіта (структура)
Сампагуіта — потенційне газове офшорне родовище поблизу Філіппін.

## Опис
На початку 2010-х активізувалися пошуки вуглеводнів у оточуючих Філіппіни морських басейнах. Зокрема, компанія Philex Petroleum Corp, акції якої торгуються на місцевій біржі, розпочала через свою дочірню структуру Forum Energy розвідувальні роботи у блоці Service Contract 72, розташованому західніше острова Палаван у Південнокитайському (Західно-Філіппінському) морі. Особлива увага приділяється структурі Сампагуіта, виявленій на банці Reed (у філіппінській системі найменувань банка Recto), яку вважають потенційним гігантським газовим родовищем. Проте проведенню буріння, що могло б підтвердити або спростувати ці оцінки, заважає розташування структури у спірній з Китаєм акваторії поблизу островів Спратлі. У 2011 році китайський військовий корабель загрожував тараном дослідницькому судну, що проводило тут роботи. У березні 2015 Forum Energy, яка збиралась зайнятись бурінням двох свердловин, оголосила про зупинку цих планів через форс-мажорні обставини. Висунуті пропозиції про організацію спільної розробки блоку разом з CNOOC наразі не призвели до врегулювання конфлікту.
Особливий інтерес Філіппін до структури Сампагуіта викликаний швидким вичерпанням ресурсів найбільшого родовища країни Малампаї. При цьому ресурси Сампагуїти оцінюються у  130 млрд. м³, що приблизно в 1,5 рази більше за Малампаю. Більше того, існують оптимістичні оцінки ресурсів ще не відкритого бурінням родовища у понад 500 млрд. м³.